# Élection présidentielle trinidadienne de 2023
L'élection présidentielle trinidadienne de 2023 a lieu le 20 janvier 2023 afin d'élire au suffrage indirect le président de la république de Trinité-et-Tobago.
La présidente sortante, Paula-Mae Weekes, est éligible à sa réélection, la constitution trinidadienne n'imposant pas au président de limite du nombre de ses mandats. Sa candidature n'est cependant pas renouvelée. Contrairement à 2018, qui avait vu son élection par un consensus entre les partis présent au Parlement, l'élection présidentielle de 2023 voit, en effet, le Mouvement national du peuple (PNM) au pouvoir et le Congrès national uni (UNC) avancer leurs candidats respectifs.
La candidate du PNM et présidente du Sénat, Christine Kangaloo, est élue dès le premier tour, le parti disposant d'une large majorité aux deux chambres.

## Contexte

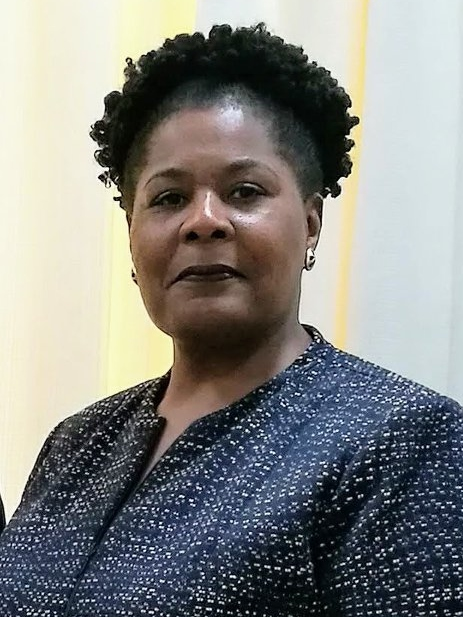
Paula-Mae Weekes

La Constitution de 1976 attribue au président un rôle largement cérémoniel. Il nomme le Premier ministre, généralement le chef du parti ayant le plus grand groupe parlementaire, qui dispose du pouvoir effectif. Le président nomme aussi les sénateurs sur proposition du Premier ministre et du chef de l'opposition.
Issue comme ses prédécesseurs d'une candidature de consensus, Paula-Mae Weekes succède en 2018 à Anthony Carmona à la présidence du pays en l'absence d'autres candidats. Sa candidature intervient alors sur proposition du Mouvement national du peuple (PNM) du Premier ministre Keith Rowley, au pouvoir depuis les élections législatives de septembre 2015. Jusqu'alors juge de la Cour d'appel des Îles Turques-et-Caïques, Paula-Mae Weekes devient ainsi la première femme à être élue à la présidence de Trinité-et-Tobago,.
Malgré un léger recul du PNM, les élections législatives organisée en août 2020 reconduisent le gouvernement de Keith Rowley, le parti disposant de 22 sièges sur 41, contre 19 au principal parti d'opposition, le Congrès national uni (UNC). Comme Premier ministre, Keith Rowley obtient la nomination via la présidente de 16 des 31 membres du Sénat, 6 autres étant nommé sur proposition de la cheffe de l'opposition et dirigeante de l'UNC, Kamla Persad-Bissessar. Les 9 membres restants, tous indépendants, sont librement nommés par la présidente.

## Mode de scrutin
Le président de la république de Trinité-et-Tobago est élu pour cinq ans au suffrage indirect et secret par un collège électoral composé des membres du Parlement. Ce dernier est formé en 2018 des 41 membres de la Chambre des représentants et des 31 membres du Sénat, auxquels s'ajoutent les présidents de chacune des deux chambres s'ils n'en sont pas issus, pour un total de 74 grands électeurs.
Est élu le candidat qui recueille la majorité relative du total des voix du collège. En cas d'égalité des voix entre deux candidats, le vote est départagé par celle du président de la Chambre des représentants. Si un seul candidat est en lice, ce qui arrive le plus souvent dans le cadre de scrutins de consensus, le candidat est considéré élu sans qu'un vote n'ait formellement lieu. La réunion du collège électoral intervient sur convocation du président de la Chambre, et est soumise à un quorum de participation : le scrutin n'est valide que si le président de la Chambre ainsi qu'au moins douze représentants et dix sénateurs sont présents. L'élection a lieu entre le trentième jour précédant la fin du mandat du président sortant et le soixantième jour suivant cette fin de mandat. Dans le cas d'une vacance en cours de mandat, le scrutin a lieu dans les quatre-vingt-dix jours suivant la date de la vacance. L'intérim est assuré par le président du Sénat ou, à défaut, celui de la Chambre des représentants. Le président élu à cette occasion ne l'est cependant que pour la durée restante du mandat de son prédécesseur.
Sont candidats les individus ayant déposé les signatures de nomination d'au moins douze membres de la Chambre des représentants, au moins sept jours avant le scrutin.
La Constitution dispose que le président de la République doit posséder la citoyenneté trinidadienne, être âgé d'au moins trente-cinq ans, et résider sur le territoire national depuis au moins dix ans au moment de sa nomination. Les motifs de disqualification aux élections législatives s'appliquent également aux candidats à la présidence. Si un président possède un mandat de représentant ou de sénateur au moment de son élection, ce dernier devient automatiquement vacant.

## Candidats
Le 5 janvier 2018, le gouvernement propose la candidature de la présidente du Sénat, Christine Kangaloo, membre du Mouvement national du peuple. Cette appartenance à un parti politique amène le Congrès national uni à refuser catégoriquement de lui apporter son soutien, proposant à la place la candidature de l'indépendant Israel Khan. C'est la première fois depuis plus de trente ans qu'une élection présidentielle trinidadienne ne s'opère pas par consensus.

## Résultats
| Candidats                | Candidats                | Partis                   | Voix | %     |
| ------------------------ | ------------------------ | ------------------------ | ---- | ----- |
|                          | Christine Kangaloo       | Indépendante             | 48   | 68,57 |
|                          | Israel Khan              | Indépendant              | 22   | 31,43 |
|                          |                          |                          |      |       |
| Votes valides            | Votes valides            | Votes valides            | 70   | 95,90 |
| Votes blancs et nuls     | Votes blancs et nuls     | Votes blancs et nuls     | 3    | 4,10  |
| Total                    | Total                    | Total                    | 73   | 100   |
| Abstention               | Abstention               | Abstention               | 1    | 1,35  |
| Inscrits / participation | Inscrits / participation | Inscrits / participation | 74   | 98,65 |

## Analyse
La présidente du Sénat, Christine Kangaloo, l'emporte confortablement avec plus de deux tiers des voix du collège électoral. Lors de son premier discours, la nouvelle présidente insiste notamment sur son intention de garder la neutralité inhérente à la fonction, afin de tenter de calmer les craintes de l'opposition quant à son impartialité. Elle prend ses fonctions le 20 mars 2023,,.